# 海水

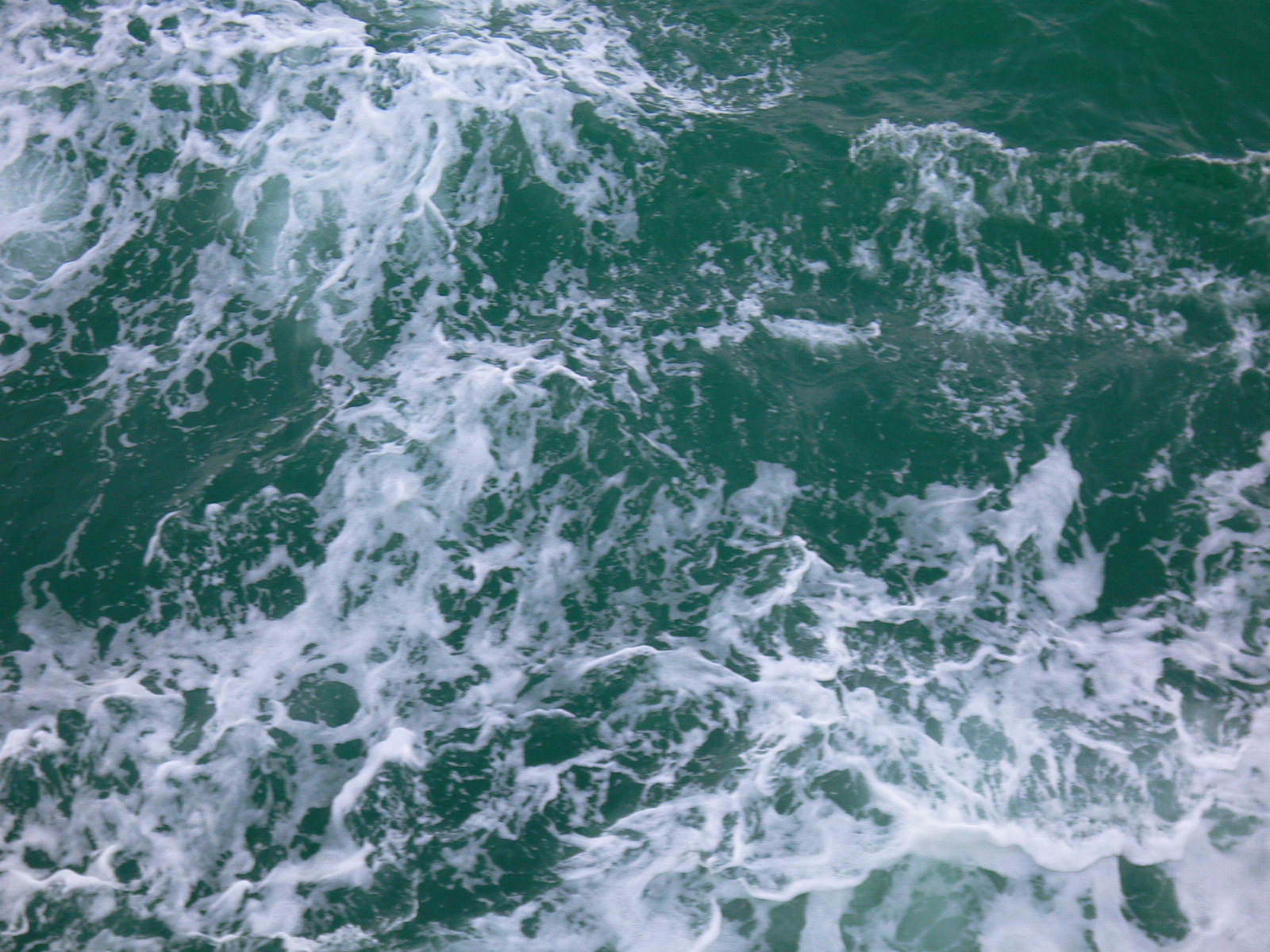
海面上から見た海水（シンガポール）

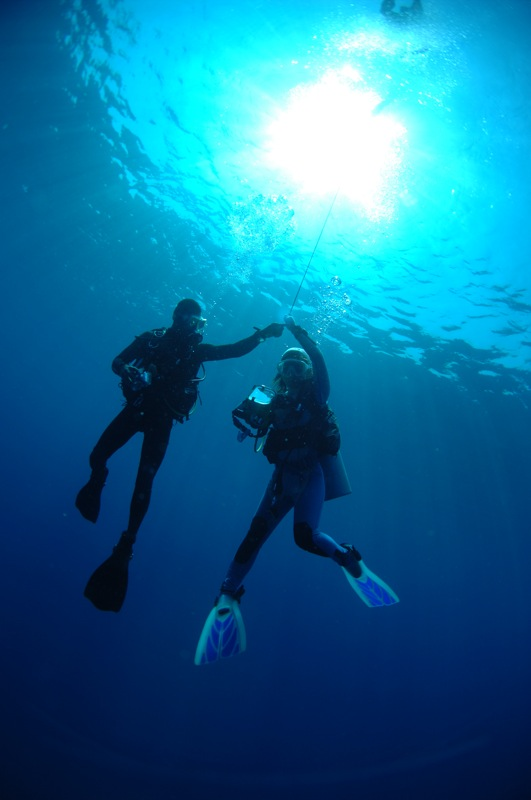
スクーバダイビング中に見る海水の深い青（タイのシミランにて）

海水（かいすい）とは、海の水のこと。水を主成分とし、3.5 %程度の塩（えん）、微量金属から構成される。
地球上の海水の量は約13.7億 km3で、地球上の水分の97 %を占める。密度は1.02 - 1.035 g/cm3。

## 構成成分
海水の塩分濃度は測定の位置により一様ではないが、塩分の構成についてはほぼ一定である。
- 水 96.6 %
- 塩分 3.4 %

この内、塩分は、質量パーセントで、
- 塩化ナトリウム 77.9 %
- 塩化マグネシウム 9.6 %
- 硫酸マグネシウム 6.1 %
- 硫酸カルシウム 4.0 %
- 塩化カリウム 2.1 %
- その他 0.3％である[2]。

海水に含まれる主要なイオン・化学種は以下の通りである。
| 成分                 | 化学式                         | 質量%  | 溶質% |
| -------------------- | ------------------------------ | ------ | ----- |
| ナトリウムイオン     | {\displaystyle {\ce {Na+}}}    | 1.0556 | 30.61 |
| マグネシウムイオン   | {\displaystyle {\ce {Mg^2+}}}  | 0.1272 | 3.69  |
| カルシウムイオン     | {\displaystyle {\ce {Ca^2+}}}  | 0.0400 | 1.16  |
| カリウムイオン       | {\displaystyle {\ce {K+}}}     | 0.0380 | 1.10  |
| ストロンチウムイオン | {\displaystyle {\ce {Sr^2+}}}  | 0.0008 | 0.03  |
| 塩化物イオン         | {\displaystyle {\ce {Cl-}}}    | 1.8980 | 55.05 |
| 硫酸イオン           | {\displaystyle {\ce {SO4^2-}}} | 0.2649 | 7.68  |
| 臭化物イオン         | {\displaystyle {\ce {Br-}}}    | 0.0065 | 0.19  |
| 炭酸水素イオン       | {\displaystyle {\ce {HCO3^-}}} | 0.0140 | 0.41  |
| フッ化物イオン       | {\displaystyle {\ce {F-}}}     | 0.0001 | 0.003 |
| ホウ酸               | {\displaystyle {\ce {H3BO3}}}  | 0.0026 | 0.07  |

海水中の硫酸イオンは植物プランクトンに取り込まれ、体内で有機硫黄化合物であるジメチルスルフィド（DMS、CH3SCH3）に還元される。生理作用により生成・排出されたDMSは難溶性･ 揮発性で、海水から大気へ放出される。

## 塩分

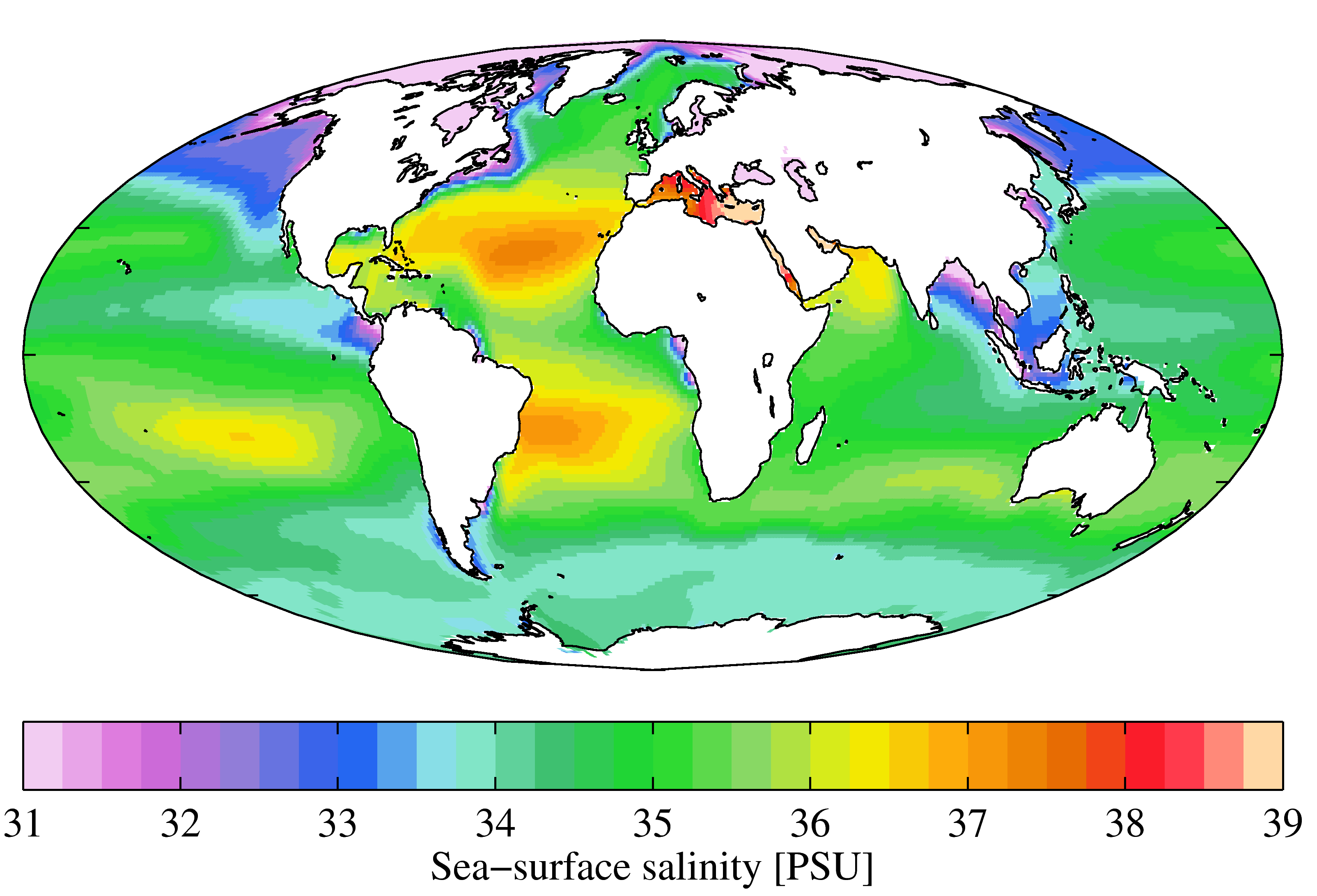
大洋の年平均表面塩分濃度

上述の通り、海水は3.5%程度の塩分を含む。これは、地球が形成され、海が形成された当時、海水は酸性であり、それにより地殻を溶かし、アルカリ金属・アルカリ土類金属によって中和した事による。ただ、海水が中性になって以降も僅かながら地殻を溶かし続けており、これにより塩分濃度は徐々に上昇を続けている。しかし氷河時代による極地氷冠の成長や融解メルトダウンで多少の上下がある。
海洋の塩分は地球上の観測場所により3.1%から3.8%のばらつきがあり、海洋において一様ではない。とくに河口や氷河の崩落する地域では汽水化されている。最も塩分が高い外洋は紅海であり、海水の蒸発量の多さ、降水の少なさ、河川の流入、地形により海水の攪拌が少ないことなどが影響している。
なお、塩湖においては、海水よりもさらに塩分が高い場合がある。最も高いのは死海であり、塩分濃度は約30%である。これら塩湖は、河川から淡水が流入するものの、蒸発が激しく、流出する河川が無い事によって成立している。河川の淡水は僅かながら塩分を含んでいるため、水分の蒸発により塩分が濃縮されるのである。河川による水の流入はあっても流出がないという意味では、塩湖は海と同じである。

### 塩分と生物

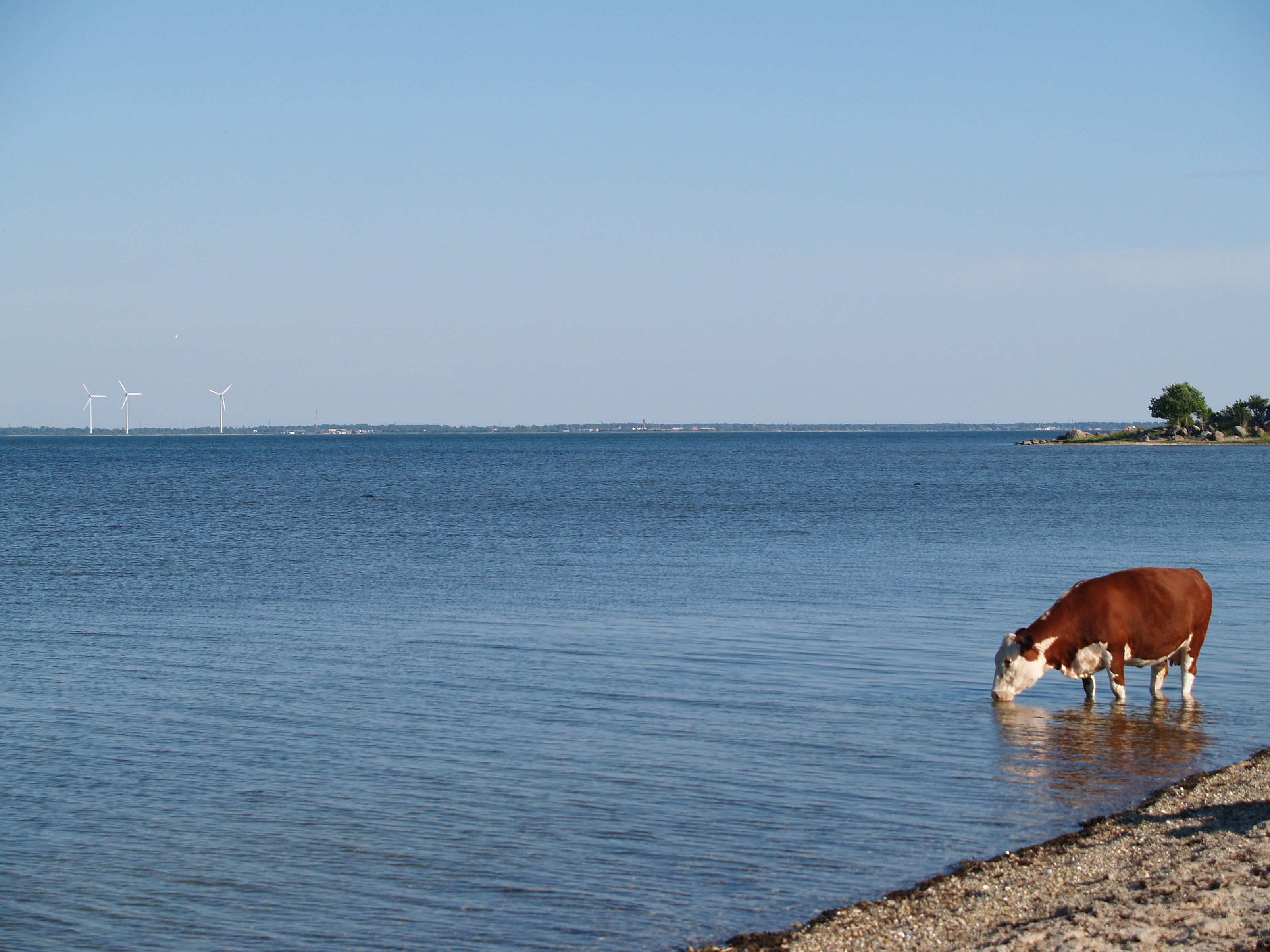
塩分摂取のため海水を飲む牛（エストニアKesselaid島の海岸）

塩分組成の比率はヒトの体液とほぼ同じであるとまことしやかに言われることもある（一部の天然塩の宣伝など）が、ヒト生体の塩分濃度は約0.9%であり、海水の塩分濃度は生体よりもかなり高い。大量に飲まない限り害はないが、塩分が多く浸透圧が高すぎるため水分の摂取には適さない。また、体質によりマグネシウムイオンに対して敏感な場合は下痢の原因となる。
ただし海で生息する哺乳類の中には海水に適応している種もあり、ラッコはカワウソ類の平均の2倍もの大きさの腎臓により海水の塩分を濾過できるため、水分補給のために飲むことが出来る。またアオバトなど海に近い場所に生息する動物は、塩分の摂取を目的として飲む種もある。ヒトは水分を蒸発させて固体の食塩を採取するか、過去に海だった陸地において岩塩を採取し摂取する。
塩分組成の比率については、現在の塩分濃度よりも、その生物が生まれた当時の海水の塩分濃度・組成に近いと言える。硬骨魚類を含む多くの脊椎動物は塩分濃度は0.8-0.9%前後であり、これは4億年ぐらい前の海水の塩分濃度に近いと考えられている。脊椎動物の登場が5億4200万年前、脊椎動物（両生類）の上陸が3億6000万年前と言われている。一方で硬骨魚類と異なり淡水での進化を経験していない軟骨魚類、クラゲやイソギンチャクなどの刺胞動物、貝やイカ・タコなどの軟体動物、ウニやヒトデなどの棘皮動物、ホヤ類、甲殻類などの無脊椎動物については、体液は海水とほぼ同じ組成で、浸透圧も海水と等張である。
ただし、過去数億年の海水の塩分濃度については現在よりも高かったという見方も存在する。

## 炭素循環
炭素循環において海洋は非常に重要なリザーバーであり、とくに深海が地球上でもっとも炭素保持量が多い。

## 用途
塩分・ミネラルのもと
塩分・ミネラルの摂取目的としてそのまま飲用する例は少ない。海岸付近の住民や船舶上において、調理で使う水に海水を用いて適度な塩味をつける場合がある。
脱塩した海洋深層水が製品として販売されることがあり、ミネラル摂取目的にも使われる。
上述の通り、海水は水分摂取に使用するには塩分濃度が高過ぎるため、そのままではなく、古来より水分を乾燥させ、食塩を精製するための原料として使われる。
現在では、工業原料としてアルカリ金属やアルカリ土類金属、臭素を得る用途の比率が、食塩を得る用途よりも大きくなっている。
なお、希少な微量金属（リチウム、コバルト、チタン、ウランなど）をも含有しているため、現在海水からそれらを回収する技術が開発途上にあるが、極めて微量であるため、現在の所採算性のある手法は発明されていない。
真水のもと
島部や乾燥地帯など、水不足が深刻な地域では、逆浸透膜などを利用した海水淡水化装置で海水を真水にして、生活用水として使用している。アラブ首長国連邦などでは、石油で作った電力で淡水化を大々的に行って貴重な真水を得ている。これらの国では（一般に）、リットルあたりの単価は、石油より水のほうが高い。シンガポールでもハイフラックス社が淡水化設備を持ち、マレーシアから輸入している水資源のバックアップにしている。
バラスト
タンカーなどの貨物船は、積荷がない時にバランスをとるため、船底に海水を取り込んでバラスト水として利用している。
生活用水
風呂水
船舶（艦船（軍用船）・漁船）などでは、海水を風呂水として沸かして使っている場合が（多々）ある。真水を備蓄するのに限界があるため。海水の温かい湯に入り、風呂あがりに、身体表面の塩分をなくすために真水を含ませたタオルで拭いたり、あるいは、ごく少量の真水でさっと流す。
海水がミネラルを含む事から、温泉と同様に人体にも好影響であるとして、その目的で海水を風呂水として積極的に用いる例もある。東京都品川区東品川に存在する銭湯の「海水湯」は、創業時は近所の東京湾や運河から海水を汲み上げて風呂の水に利用していた。現在でも、大阪府堺市には沖合からパイプで汲み上げた海水を使用した潮湯の浴槽を持つ銭湯が営業している。

トイレ洗浄水
慢性的に水不足の香港では、水洗トイレの洗浄水として海水を利用しており、建物には飲用水と2系統の給水系統を設けている。海水に含まれるヤコウチュウがそのままトイレに入り込んで、トイレの水が光る現象が起きる場合がある。
フェリー等の船舶でも、水洗トイレの洗浄水として海水を利用している。
冷却水
工業施設において大量の冷却水を必要とする場合、海水をその目的に用いるため、施設が海岸に設置される例が多い。これら工業施設からの排水は、周囲の海水より2度から4度程度高く（温排水）、海中の生物に影響を与える恐れもある。火力発電・原子力発電などの汽力発電では、タービンを回した蒸気を水に戻すための冷却に用いられることがある。タービンを回す系統では真水が循環し、冷却系統の海水とは復水器で隔壁ごしに熱のみを交換し、直接混ざらない。
加熱
天然ガス受入基地では、輸入したLNGを再ガス化するために海水を用いることが多い。LNGは超低温の液化ガスのため、多くの国では海水との温度差で気化することができる。

## 汚染
人間の経済活動に伴う排出物の自然環境中への投棄や化学プラント・船舶の事故、自然環境の変化に連動したものなどに分けられる。